# Championnat d'Allemagne de football de deuxième division 1970-1971
Navigation
Regionalliga
1969-1970 Regionalliga
1971-1972
La Regionalliga 1970-1971 fut une compétition de football organisée par la Deutscher Fußball Bund au 2e niveau de la hiérarchie du football ouest-allemand.
Ce fut la 8e édition de cette compétition, qui se décomposait en une première phase séparée en cinq groupes (Nord, Berlin, West, Südwest, Süd), puis un tour de promotion (en allemand : Aufstiegsrunde in die Bundesliga) qui avait pour but de désigner les deux clubs promus en Bundesliga (D1).
De 1964 à 1974, ce format resta en vigueur, avec une variation du nombre de participants et du nombre de qualifiés selon les différentes "Regionalligen".

## Regionalliga Nord
Le Regionalliga Nord 1970-1971 fut une ligue située au 2e niveau de la hiérarchie du football ouest-allemand.
Ce fut la 8e édition de cette ligue qui couvrait le même territoire que l'ancienne Oberliga Nord, c'est-à-dire les villes libres de Brême et de Hambourg et les Länder de Basse-Saxe et du Schleswig-Holstein, donc les clubs affiliés à une des quatre fédérations composant la Norddeutscher Fußball-Verband (NFV).
Selon le règlement en vigueur, il n'y eut jamais de montant direct depuis les Regionalligen vers la Bundesliga. Un tour final annuel (en allemand : Aufstiegsrunde in die Bundesliga) regroupa les champions et qualifiés de chaque Regionalliga afin de désigner les deux promus.

### Compétition

#### Légende
| Légende         | |
| (T)             | Tenant du titre de la Regionalliga Nord.                                                             |
| C/TF            | Champion et qualifié pour le tour final pour une éventuelle montée en Bundesliga la saison suivante. |
| TF              | qualifié pour le tour final pour une éventuelle montée en Bundesliga la saison suivante.             |
| R               | club relégué vers les séries d'Amateurliga pour la saison suivante.                                  |
| en augmentation | club promu des séries d'Amateurliga depuis la saison précédente.                                     |

#### Classement
|      |    |                           | M  | G  | N  | P  | +  | -  | Avg | Pts |
| ---- | -- | ------------------------- | -- | -- | -- | -- | -- | -- | --- | --- |
| C/TF | 1  | VfL Osnabrück (T)         | 34 | 16 | 12 | 6  | 70 | 39 | +31 | 44  |
| TF   | 2  | FC St. Pauli              | 34 | 17 | 9  | 8  | 53 | 31 | +22 | 43  |
|      | 3  | VfB Lübeck                | 34 | 16 | 10 | 8  | 63 | 45 | +18 | 42  |
|      | 4  | Kieler SV Holstein        | 34 | 17 | 8  | 9  | 66 | 50 | +16 | 42  |
|      | 5  | HSV Barmbek-Uhlenhorst    | 34 | 15 | 11 | 8  | 63 | 39 | +24 | 41  |
|      | 6  | TSR Olympia Wilhelmshaven | 34 | 14 | 13 | 7  | 37 | 27 | +10 | 41  |
|      | 7  | 1. SC Göttingen 05        | 34 | 13 | 12 | 9  | 63 | 42 | +21 | 38  |
|      | 8  | TuS Bremerhaven 93        | 34 | 15 | 7  | 12 | 54 | 48 | +6  | 37  |
|      | 9  | VfL Wolfsburg             | 34 | 12 | 12 | 10 | 56 | 48 | +8  | 36  |
|      | 10 | TuS Celle FC              | 34 | 12 | 9  | 13 | 52 | 65 | -13 | 33  |
|      | 11 | SC Leu 06 Braunschweig    | 34 | 12 | 6  | 16 | 59 | 55 | +4  | 30  |
|      | 12 | Itzehoer SV 09            | 34 | 11 | 8  | 15 | 49 | 65 | -16 | 30  |
|      | 13 | 1. FC Phönix Lübeck       | 34 | 9  | 11 | 14 | 38 | 58 | -20 | 29  |
|      | 14 | SV Arminia Hannover       | 34 | 10 | 8  | 16 | 46 | 61 | -15 | 28  |
|      | 15 | SC Sperber                | 34 | 8  | 12 | 14 | 34 | 51 | -17 | 28  |
|      | 16 | Heider SV                 | 34 | 8  | 11 | 15 | 38 | 56 | -18 | 27  |
| R    | 17 | VfB Oldenburg             | 34 | 9  | 8  | 17 | 40 | 57 | -17 | 26  |
| R    | 18 | SV Meppen                 | 34 | 5  | 7  | 22 | 43 | 97 | -54 | 17  |

### Relégation depuis la Bundesliga
À la fin de cette saison, aucun club affilié à la Norddeutscher Fußball-Verband (NFV) ne fut relégué de la Bundesliga.

### Relégation/Montée avec l'étage inférieur
À la fin de la saison, les deux derniers classés furent relégués vers les séries d'Amateurliga. 
Deux formations furent promus à l'issue du tour final des Amateurligen ("Bremen", "Hamburg", "Niedersachsen" et "Schleswig-Holstein"). Les montants furent : OSV Hannover et Polizei SV Bremen.

## Regionalliga Berlin
Le Regionalliga Berlin 1970-1971 fut une ligue située au 2e niveau de la hiérarchie du football ouest-allemand.
Ce fut la 8e édition de cette ligue qui couvrait le même territoire que l'ancienne Oberliga Berlin, c'est-à-dire la zone de Berlin-Ouest et donc concernait les clubs affiliés à la Verband Berliner Ballspielvereine (VBB).
Selon le règlement en vigueur, il n'y eut jamais de montant direct depuis les Regionalligen vers la Bundesliga. Un tour final annuel (en allemand : Aufstiegsrunde in die Bundesliga) regroupa les champions et qualifiés de chaque Regionalliga afin de désigner les deux promus.

### Compétition

#### Légende
| Légende         | |
| (T)             | Tenant du titre de la Regionalliga Berlin.                                                           |
| C/TF            | Champion et qualifié pour le tour final pour une éventuelle montée en Bundesliga la saison suivante. |
| TF              | Qualifié pour le tour final pour une éventuelle montée en Bundesliga la saison suivante.             |
| en augmentation | club promu des séries inférieures depuis la saison précédente.                                       |
| R               | club relégué vers les séries de l'Amateurliga Berlin pour la saison suivante.                        |

#### Classement
Durant cette compétition, chaque équipe rencontra trois fois ses adversaires.
|      |    |                             | M  | G  | N  | P  | +   | -   | DB  | Pts |
| ---- | -- | --------------------------- | -- | -- | -- | -- | --- | --- | --- | --- |
| C/TF | 1  | SC Tasmania 1900 Berlin     | 33 | 29 | 3  | 1  | 110 | 20  | +90 | 61  |
| TF   | 2  | SC Wacker 04 Berlin         | 33 | 24 | 3  | 6  | 75  | 34  | +41 | 51  |
|      | 3  | SV Blau-Weiss Berlin        | 33 | 24 | 2  | 7  | 95  | 38  | +57 | 50  |
|      | 4  | Tennis Borussia Berlin      | 33 | 20 | 4  | 9  | 68  | 39  | +29 | 44  |
|      | 5  | FC Hertha 03 Zehlendorf (T) | 33 | 14 | 6  | 13 | 75  | 63  | +12 | 34  |
|      | 6  | Spandauer SV                | 33 | 13 | 7  | 13 | 59  | 70  | -11 | 33  |
|      | 7  | TuS Wannsee                 | 33 | 10 | 6  | 17 | 48  | 84  | -36 | 26  |
|      | 8  | Berliner FC Alemannia 90    | 33 | 8  | 8  | 17 | 41  | 61  | -20 | 24  |
|      | 9  | SC Rapide Wedding 1893      | 33 | 6  | 11 | 16 | 46  | 66  | -20 | 23  |
|      | 10 | 1. FC Neukölln              | 33 | 7  | 7  | 19 | 53  | 78  | -25 | 21  |
| R    | 11 | SC Staaken 1919             | 33 | 7  | 7  | 19 | 35  | 76  | -41 | 21  |
| R    | 12 | VfL Nord Berlin             | 33 | 2  | 4  | 27 | 15  | 105 | -90 | 8   |

### Relégation depuis la Bundesliga
À la fin de cette saison, aucun club affilié à la Verband Berliner Ballspielvereine (VBB) ne fut relégué de la Bundesliga.

### Relégation/Montée avec l'étage inférieur
À la fin de la saison, les deux derniers classés furent relégués vers les séries de l'Amateurliga Berlin, dont deux cercles furent promus.
Les deux montants furent : Berliner SV 92 et Berliner FC Meteor 06.

## Regionalliga West
Le Regionalliga West 1970-1971 fut une ligue située au 2e niveau de la hiérarchie du football ouest-allemand.
Ce fut la 8e édition de cette ligue qui couvrait le même territoire que les anciennes Oberliga et 2. Oberliga West, c'est-à-dire le Länder de Rhénanie du Nord-Wesphalie, donc les clubs affiliés à une des trois fédérations composant la Westdeutscher Fußball-und Leichtathletikverband (WFLV).
Selon le règlement en vigueur, il n'y eut jamais de montant direct depuis les Regionalligen vers la Bundesliga. Un tour final annuel (en allemand : Aufstiegsrunde in die Bundesliga) regroupa les champions et qualifiés de chaque Regionalliga afin de désigner les deux promus.

### Compétition

#### Légende
| Légende         | |
| (T)             | Tenant du titre de la Regionalliga West.                                                             |
| C/TF            | Champion et qualifié pour le tour final pour une éventuelle montée en Bundesliga la saison suivante. |
| TF              | Qualifié pour le tour final pour une éventuelle montée en Bundesliga la saison suivante.             |
| R               | club relégué vers les séries de Verbandsliga pour la saison suivante.                                |
| en diminution   | club relégué de la Bundesliga depuis la saison précédente.                                           |
| en augmentation | club promu des séries de Verbandsliga depuis la saison précédente.                                   |

#### Classement
|      |    |                            | M  | G  | N  | P  | +  | -  | DB  | Pts |
| ---- | -- | -------------------------- | -- | -- | -- | -- | -- | -- | --- | --- |
| C/TF | 1  | VfL Bochum (T)             | 34 | 26 | 4  | 4  | 81 | 27 | +54 | 56  |
| TF   | 2  | Fortuna Düsseldorf         | 34 | 25 | 6  | 3  | 70 | 26 | +44 | 56  |
|      | 3  | Wuppertaler SV             | 34 | 24 | 7  | 3  | 81 | 27 | +54 | 55  |
|      | 4  | SC Fortuna Köln            | 34 | 16 | 7  | 11 | 71 | 46 | +25 | 39  |
|      | 5  | SG Eintracht Gelsenkirchen | 34 | 17 | 5  | 12 | 62 | 54 | +8  | 39  |
|      | 6  | Aachener TSV Alemannia     | 34 | 15 | 4  | 15 | 59 | 58 | +1  | 34  |
|      | 7  | SV Bayer 04 Leverkusen     | 34 | 13 | 7  | 14 | 64 | 62 | +2  | 33  |
|      | 8  | DJK Gütersloh              | 34 | 14 | 5  | 15 | 49 | 58 | -9  | 33  |
|      | 9  | SC Preussen Münster        | 34 | 13 | 5  | 16 | 62 | 57 | +5  | 31  |
|      | 10 | SC Viktoria 04 Köln        | 34 | 10 | 11 | 13 | 36 | 46 | -10 | 31  |
|      | 11 | Schwarz-Weiss Essen        | 34 | 10 | 9  | 15 | 56 | 63 | -7  | 29  |
|      | 12 | SC Westfalia 05 Herne      | 34 | 11 | 7  | 16 | 45 | 72 | -27 | 29  |
|      | 13 | SG Wattenscheid 09         | 34 | 9  | 10 | 15 | 45 | 52 | -7  | 28  |
|      | 14 | Lüner SV                   | 34 | 10 | 7  | 17 | 53 | 59 | -6  | 27  |
|      | 15 | SpVgg Erkenschwick         | 34 | 11 | 4  | 19 | 37 | 62 | -25 | 26  |
|      | 16 | VfR Neuss                  | 34 | 8  | 8  | 18 | 48 | 68 | -20 | 24  |
| R    | 17 | Bonner SC                  | 34 | 9  | 6  | 19 | 37 | 66 | -29 | 24  |
| R    | 18 | Sportfreunde Hamborn 07    | 34 | 6  | 6  | 22 | 36 | 89 | -53 | 18  |

### Relégation depuis la Bundesliga
À la fin de cette saison, un club affilié à la Westdeutscher Fußball-und Leichtathletikverband (WFLV) (RW Essen) fut relégué de la Bundesliga.

### Relégation/Montée avec l'étage inférieur
À la fin de la saison, les deux derniers classés furent relégués vers les séries de Verbandsliga. Étant donné que deux clubs de la Regionalliga West (Bochum et F. Düsseldorf) furent promus en Bundesliga lors du tour final et qu'un autre cercle de cette même zone fut relégué de l'élite, il y eut un montant supplémentaire.
Les trois promus furent : FC Bayer 05 Uerdingen, SV Arminia Gütersloh et VfL Klafeld-Geisweid 08.

## Regionalliga Südwest
Le Regionalliga Südwest 1970-1971 fut une ligue située au 2e niveau de la hiérarchie du football ouest-allemand.
Ce fut la 8e édition de cette ligue qui couvrait le même territoire que les anciennes Oberliga et 2. Oberliga Südwest, c'est-à-dire les Länders de Rhénanie-Palatinat et de Sarre, donc les clubs affiliés à une des trois fédérations composant la Fußball-Regional-Verband Südwest (FRVS).
Selon le règlement en vigueur, il n'y eut jamais de montant direct depuis les Regionalligen vers la Bundesliga. Un tour final annuel (en allemand : Aufstiegsrunde in die Bundesliga) regroupa les champions et qualifiés de chaque Regionalliga afin de désigner les deux promus.

### Compétition

#### Légende
| Légende         | |
| (T)             | Tenant du titre de la Regionalliga Südwest.                                                          |
| C/TF            | Champion et qualifié pour le tour final pour une éventuelle montée en Bundesliga la saison suivante. |
| TF              | qualifié pour le tour final pour une éventuelle montée en Bundesliga la saison suivante.             |
| R               | club relégué vers les séries d'Amateurliga pour la saison suivante.                                  |
| en augmentation | club promu des séries d'Amateurliga depuis la saison précédente.                                     |

#### Classement
|      |    |                              | M  | G  | N  | P  | +  | -  | DB  | Pts |
| ---- | -- | ---------------------------- | -- | -- | -- | -- | -- | -- | --- | --- |
| C/TF | 1  | VfB Borussia Neunkirchen     | 30 | 18 | 8  | 4  | 82 | 26 | +56 | 44  |
| TF   | 2  | FK Pirmasens                 | 30 | 19 | 6  | 5  | 69 | 29 | +40 | 44  |
|      | 3  | SV Südwest 1848 Ludwigshafen | 30 | 18 | 7  | 5  | 56 | 22 | +34 | 43  |
|      | 4  | 1. FC Saarbrücken            | 30 | 16 | 7  | 7  | 61 | 39 | +22 | 39  |
|      | 5  | TuS Neuendorf                | 30 | 16 | 6  | 8  | 51 | 29 | +22 | 38  |
|      | 6  | SV Alsenborn (T)             | 30 | 16 | 6  | 8  | 77 | 49 | +28 | 38  |
|      | 7  | 1. FSV Mainz 05              | 30 | 10 | 5  | 10 | 57 | 49 | +8  | 35  |
|      | 8  | FC 08 Homburg                | 30 | 12 | 6  | 12 | 46 | 50 | -4  | 30  |
|      | 9  | ASV Landau                   | 30 | 10 | 9  | 11 | 36 | 43 | -7  | 29  |
|      | 10 | SV Röchling Völklingen 06    | 30 | 11 | 5  | 14 | 43 | 50 | -7  | 27  |
|      | 11 | Eintracht Trier              | 30 | 7  | 10 | 13 | 53 | 68 | -15 | 24  |
|      | 12 | VfR Wormatia Worms 08        | 30 | 9  | 5  | 16 | 44 | 58 | -14 | 23  |
|      | 13 | VfR Frankenthal              | 30 | 6  | 10 | 14 | 33 | 53 | -20 | 22  |
|      | 14 | FV Speyer                    | 30 | 7  | 7  | 16 | 46 | 66 | -20 | 21  |
| R    | 15 | SV Saar 05 Saarbrücken       | 30 | 2  | 8  | 20 | 26 | 85 | -59 | 12  |
| R    | 16 | VfB Theley                   | 30 | 5  | 1  | 24 | 32 | 96 | -64 | 11  |

### Relégation depuis la Bundesliga
À la fin de cette saison, aucun club affilié à la Fußball-Regional-Verband Südwest (FRVS) ne fut relégué de la Bundesliga.

### Relégation/Montée avec l'étage inférieur
À la fin de la saison, les deux derniers classés furent relégués vers les séries d'Amateurliga.
Deux formations furent promues après le tour final des Amateurligen ("Rheinland", "Saarland" et "Südwest"). Les montants furent :
- FC Phönix Bellheim
- SpVgg Andernach

## Regionalliga Süd
Le Regionalliga Süd 1970-1971 fut une ligue située au 2e niveau de la hiérarchie du football ouest-allemand.
Ce fut la 8e édition de cette ligue qui couvrait le même territoire que les anciennes Oberliga et 2. Oberliga Süd, c'est-à-dire les Länders de Bade-Wurtemberg, de Bavière et de Hesse, donc les clubs affiliés à une des cinq fédérations composant la Süddeutscher Fußball-Verband (SFV).
Selon le règlement en vigueur, il n'y eut jamais de montant direct depuis les Regionalligen vers la Bundesliga. Un tour final annuel (en allemand : Aufstiegsrunde in die Bundesliga) regroupa les champions et qualifiés de chaque Regionalliga afin de désigner les deux promus.

### Compétition

#### Légende
| Légende         | |
| C/TF            | Champion et qualifié pour le tour final pour une éventuelle montée en Bundesliga la saison suivante. |
| TF              | qualifié pour le tour final pour une éventuelle montée en Bundesliga la saison suivante.             |
| R               | club relégué vers les séries d'Amateurliga pour la saison suivante.                                  |
| en diminution   | club relégué de la Bundesliga depuis la saison précédente.                                           |
| en augmentation | club promu des séries d'Amateurliga depuis la saison précédente.                                     |

#### Classement
|      |    |                              | M  | G  | N  | P  | +  | -  | DB  | Pts |
| ---- | -- | ---------------------------- | -- | -- | -- | -- | -- | -- | --- | --- |
| C/TF | 1  | 1. FC Nürnberg               | 36 | 23 | 9  | 4  | 81 | 39 | +42 | 55  |
| TF   | 2  | Karlsruher SC                | 36 | 19 | 7  | 10 | 59 | 40 | +19 | 45  |
|      | 3  | KSV Hessen Kassel            | 36 | 17 | 9  | 10 | 71 | 45 | +26 | 43  |
|      | 4  | TSV 1860 München             | 36 | 16 | 9  | 11 | 59 | 40 | +19 | 41  |
|      | 5  | SSV Jahn Regensburg          | 36 | 17 | 7  | 12 | 65 | 64 | +1  | 41  |
|      | 6  | 1. FC Schweinfurt 05         | 36 | 15 | 10 | 11 | 73 | 58 | +15 | 40  |
|      | 7  | SpVgg Fürth                  | 36 | 14 | 11 | 11 | 53 | 38 | +15 | 39  |
|      | 8  | VfR Heilbronn                | 36 | 14 | 11 | 11 | 61 | 50 | +11 | 39  |
|      | 9  | Freiburger FC                | 36 | 14 | 9  | 13 | 60 | 55 | +5  | 37  |
|      | 10 | SV Stuttgarter Kickers       | 36 | 15 | 7  | 14 | 59 | 63 | -4  | 37  |
|      | 11 | ESV Ingolstadt-Ringsee       | 36 | 13 | 10 | 13 | 54 | 56 | -2  | 36  |
|      | 12 | FC 08 Villingen              | 36 | 13 | 9  | 14 | 43 | 50 | -7  | 35  |
|      | 13 | FC Bayern Hof 1910           | 36 | 13 | 8  | 15 | 52 | 52 | 0   | 34  |
|      | 14 | SC Opel 06 Rüsselsheim       | 36 | 11 | 11 | 14 | 41 | 49 | -8  | 33  |
|      | 15 | SSV Reutlingen               | 36 | 12 | 8  | 16 | 53 | 59 | -6  | 32  |
| R    | 16 | VfR Mannheim                 | 36 | 9  | 13 | 14 | 50 | 68 | -18 | 31  |
| R    | 17 | SV Göppingen                 | 36 | 7  | 14 | 15 | 47 | 67 | -20 | 28  |
| R    | 18 | SV Viktoria 01 Aschaffenburg | 36 | 6  | 8  | 22 | 42 | 83 | -41 | 20  |
| R    | 19 | FC Wacker München            | 36 | 4  | 10 | 22 | 39 | 88 | -49 | 18  |

### Relégation depuis la Bundesliga
À la fin de cette saison, un club (K. Offenbach) affilié à la Süddeutscher Fußball-Verband (SFV) fut relégué de la Bundesliga.

### Relégation/Montée avec l'étage inférieur
À la fin de la saison, les quatre derniers classés furent relégués vers les séries d'Amateurliga.
Il y eut un descendant supplémentaire car une équipe de la "zone Süd" (Offenbach) fut relégué de l'élite. La Regionalliga Süd se joua encore avec 19 équipes la saison suivante.
Trois formations furent promues à l'issue du tour final des Amateurligen ("Bade-Württemberg", "Bayern" et "Hessen"). Les montants furent : SV Darmstadt 98, SpVgg Bayreuth et SpVgg 07 Ludwigsburg.

## Tour de promotion
Le Tour de promotion des Regionalligen 1970-1971 (en allemand : Aufstiegsrunde in die Bundesliga) fut une compétition de football organisée par la Deutscher Fussball Bund, au 2e niveau de la hiérarchie du football ouest-allemand.
Ce fut la 8e édition de cette compétition qui avait pour but de désigner les deux clubs promus entre la Regionalliga (D2) et la Bundesliga (D1).
De 1964 à 1974, il n'y eut aucun montant direct du 2e vers le 1er niveau du football ouest-allemand. Le tour final décida quels étaient les promus.
Au fil des onze éditions, le nombre de participants et surtout le nombre de qualifiés selon les différentes "Regionalligen" évoluèrent.

### Les 10 Participants 1970-1971
- Regionalliga Nord:
  - VfL Osnabrück
  - FC St. Pauli
- Regionalliga Berlin:
  - SC Tasmania 1900 Berlin
  - SC Wacker 04 Berlin
- Regionalliga West:
  - VfL Bochum
  - Fortuna Düsseldorf
- Regionalliga Südwest:
  - VfB Borussia Neunkirchen
  - FK Pirmasens
- Regionalliga Süd:
  - 1. FC Nürnberg
  - Karlsruher SC

### Résultats & Classements
Les dix équipes qualifiées furent réparties en deux groupes de cinq. Dans les deux groupes respectifs, les différents engagés s'affrontèrent par matches "aller/retour".

#### Légende
| Légende |                                                                |
| P       | Vainqueur de groupe et promu en Bundesliga la saison suivante. |

#### Groupe 1

##### Matches
| Dates      | Matches                                 | Résultats | Remarques |
| ---------- | --------------------------------------- | --------- | --------- |
| 26/05/1971 | VfL Osnabrück – VfL Bochum              | 2-4       |           |
| 26/05/1971 | Karlsruher SC – FK Pirmasens            | 1-0       |           |
| 30/05/1971 | VfL Bochum – Karlsruher SC              | 1-0       |           |
| 30/05/1971 | SC Tasmania 1900 Berlin – VfL Osnabrück | 2-1       |           |
| 02/06/1971 | FK Pirmasens – VfL Bochum               | 1-0       |           |
| 02/06/1971 | Karlsruher SC – SC Tasmania 1900 Berlin | 2-1       |           |
| 06/06/1971 | VfL Osnabrück – Karlsruher SC           | 1-1       |           |
| 06/06/1971 | SC Tasmania 1900 Berlin – FK Pirmasens  | 3-0       |           |
| 09/06/1971 | VfL Bochum – SC Tasmania 1900 Berlin    | 4-2       |           |
| 09/06/1971 | FK Pirmasens – VfL Osnabrück            | 0-1       |           |
| 13/06/1971 | VfL Bochum – VfL Osnabrück              | 3-1       |           |
| 13/06/1971 | FK Pirmasens – Karlsruher SC            | 3-1       |           |
| 16/06/1971 | Karlsruher SC – VfL Bochum              | 1-2       |           |
| 16/06/1971 | VfL Osnabrück – SC Tasmania 1900 Berlin | 1-0       |           |
| 20/06/1971 | VfL Bochum – FK Pirmasens               | 5-2       |           |
| 20/06/1971 | SC Tasmania 1900 Berlin – Karlsruher SC | 1-3       |           |
| 23/06/1971 | Karlsruher SC – VfL Osnabrück           | 0-3       |           |
| 23/06/1971 | FK Pirmasens – SC Tasmania 1900 Berlin  | 2-2       |           |
| 27/06/1971 | SC Tasmania 1900 Berlin – VfL Bochum    | 2-4       |           |
| 27/06/1971 | VfL Osnabrück – FK Pirmasens            | 1-3       |           |

##### Classement
|   |   |                         | M | G | N | P | +  | -  | DB  | Pts |
| - | - | ----------------------- | - | - | - | - | -- | -- | --- | --- |
| P | 1 | VfL Bochum              | 8 | 7 | 0 | 1 | 23 | 11 | +12 | 14  |
|   | 2 | VfL Osnabrück           | 8 | 3 | 1 | 4 | 11 | 13 | -2  | 7   |
|   | 3 | FK Pirmasens            | 8 | 3 | 1 | 4 | 11 | 14 | -3  | 7   |
|   | 4 | Karlsruher SC           | 8 | 3 | 1 | 4 | 9  | 12 | -3  | 7   |
|   | 5 | SC Tasmania 1900 Berlin | 8 | 2 | 1 | 5 | 13 | 17 | -4  | 5   |

#### Groupe 2

##### Matches
| Dates      | Matches                                        | Résultats | Remarques |
| ---------- | ---------------------------------------------- | --------- | --------- |
| 26/05/1971 | VfB Borussia Neunkirchen – 1. FC Nürnberg      | 1-0       |           |
| 26/05/1971 | Fortuna Düsseldorf – FC St. Pauli              | 3-1       |           |
| 30/05/1971 | 1. FC Nürnberg – Fortuna Düsseldorf            | 0-2       |           |
| 30/05/1971 | FC St. Pauli - SC Wacker 04 Berlin             | 3-0       |           |
| 02/06/1971 | Fortuna Düsseldorf – VfB Borussia Neunkirchen  | 2-0       |           |
| 02/06/1971 | SC Wacker 04 Berlin – 1. FC Nürnberg           | 3-2       |           |
| 06/06/1971 | VfB Borussia Neunkirchen – SC Wacker 04 Berlin | 2-1       |           |
| 06/06/1971 | 1. FC Nürnberg – FC St. Pauli                  | 5-1       |           |
| 09/06/1971 | FC St. Pauli – VfB Borussia Neunkirchen        | 2-1       |           |
| 09/06/1971 | SC Wacker 04 Berlin – Fortuna Düsseldorf       | 2-4       |           |
| 13/06/1971 | 1. FC Nürnberg – VfB Borussia Neunkirchen      | 2-0       |           |
| 13/06/1971 | FC St. Pauli – Fortuna Düsseldorf              | 1-1       |           |
| 16/06/1971 | Fortuna Düsseldorf – 1. FC Nürnberg            | 2-1       |           |
| 16/06/1971 | SC Wacker 04 Berlin – FC St. Pauli             | 0-1       |           |
| 20/06/1971 | VfB Borussia Neunkirchen – Fortuna Düsseldorf  | 2-2       |           |
| 20/06/1971 | 1. FC Nürnberg – SC Wacker 04 Berlin           | 3-0       |           |
| 23/06/1971 | SC Wacker 04 Berlin – VfB Borussia Neunkirchen | 0-2       |           |
| 23/06/1971 | FC St. Pauli – 1. FC Nürnberg                  | 1-1       |           |
| 27/06/1971 | VfB Borussia Neunkirchen – FC St. Pauli        | 3-0       |           |
| 27/06/1971 | Fortuna Düsseldorf – SC Wacker 04 Berlin       | 3-0       |           |

##### Classement
|   |   |                          | M | G | N | P | +  | -  | DB  | Pts |
| - | - | ------------------------ | - | - | - | - | -- | -- | --- | --- |
| P | 1 | Fortuna Düsseldorf       | 8 | 6 | 2 | 0 | 19 | 7  | +12 | 14  |
|   | 2 | VfB Borussia Neunkirchen | 8 | 4 | 1 | 3 | 11 | 9  | +2  | 9   |
|   | 3 | FC St. Pauli             | 8 | 3 | 2 | 3 | 10 | 15 | -5  | 8   |
|   | 4 | 1. FC Nürnberg           | 8 | 3 | 1 | 4 | 14 | 10 | +4  | 7   |
|   | 5 | SC Wacker 04 Berlin      | 8 | 1 | 0 | 7 | 6  | 20 | -14 | 2   |